# Darryl Hickman
Darryl Gerard Hickman (Los Angeles, 28 de julho de 1931 – 22 de maio de 2024) foi um ator, roteirista, executivo de televisão e treinador de atores norte-americano. Ele começou sua carreira como ator mirim na Era de Ouro de Hollywood e apareceu em vários seriados de televisão quando adulto, incluindo vários episódios da série da CBS The Nanny. Ele apareceu em filmes como The Grapes of Wrath (1940) e Leave Her to Heaven (1945).
Ele era o irmão mais velho de Dwayne Hickman, um ator, executivo de televisão, produtor e diretor.

### Filmografia selecionada
| Ano  | Título                           | Personagem                  | Notas        |
| ---- | -------------------------------- | --------------------------- | ------------ |
| 1937 | The Prisoner of Zenda            | Bit Role                    | Sem créditos |
| 1938 | If I Were King                   | Child                       | Sem créditos |
| 1939 | The Star Maker                   | "Boots"                     |              |
| 1940 | Emergency Squad                  | Bob                         | Sem créditos |
| 1940 | The Grapes of Wrath              | Winfield Joad               |              |
| 1940 | The Farmer's Daughter            | Billy Bingham               | Sem créditos |
| 1940 | The Way of All Flesh             | Victor como um menino       |              |
| 1940 | Prairie Law                      | Filho do caseiro            | Sem créditos |
| 1940 | Untamed                          | Mickey Moriarty             |              |
| 1940 | Mystery Sea Raider               | Benny                       | Sem créditos |
| 1940 | Young People                     | Tommy                       |              |
| 1941 | Sign of the Wolf                 | Billy Freeman               |              |
| 1941 | Men of Boys Town                 | "Flip"                      |              |
| 1941 | Mob Town                         | Butch "Shrimp" Malone       |              |
| 1941 | Glamour Boy                      | Billy Doran                 |              |
| 1942 | Young America                    | David Engstrom              |              |
| 1942 | Joe Smith, American              | Johnny Smith                |              |
| 1942 | Jackass Mail                     | Tommy Gargan                |              |
| 1942 | Northwest Rangers                | 'Blackie' As A Boy          |              |
| 1943 | Keeper of the Flame              | Jeb Rickards                |              |
| 1943 | The Human Comedy                 | Lionel                      |              |
| 1943 | Assignment in Brittany           | Etienne                     |              |
| 1944 | Henry Aldrich, Boy Scout         | Peter Kent                  |              |
| 1944 | Song of Russia                   | Peter Bulganov              |              |
| 1944 | And Now Tomorrow                 | Joe                         | Sem créditos |
| 1944 | Meet Me in St. Louis             | Johnny Tevis                | Sem créditos |
| 1945 | Salty O'Rourke                   | "Sneezer"                   |              |
| 1945 | Captain Eddie                    | Eddie Rickenbacker As A Boy |              |
| 1945 | Rhapsody in Blue                 | Ira Gershwin As A Boy       |              |
| 1945 | Kiss and Tell                    | Raymond Pringle             |              |
| 1945 | Leave Her to Heaven              | Danny Harland               |              |
| 1946 | Two Years Before the Mast        | Sam Hooper                  |              |
| 1946 | The Strange Love of Martha Ivers | Young Sam Masterson         |              |
| 1946 | Boys' Ranch                      | Hank                        |              |
| 1947 | The Devil on Wheels              | Micky Clark                 |              |
| 1947 | Black Gold                       | Schoolboy                   |              |
| 1947 | Dangerous Years                  | Leo Emerson                 |              |
| 1948 | The Sainted Sisters              | Jud Tewilliger              |              |
| 1948 | Fighting Father Dunne            | Matt Davis                  |              |
| 1948 | Big Town Scandal                 | "Skinny" Peters             |              |
| 1949 | Alias Nick Beal                  | Larry Price                 |              |
| 1949 | The Set-Up                       | Shanley                     |              |
| 1949 | Any Number Can Play              | Paul Enley Kyng             |              |
| 1949 | A Kiss for Corliss               | Dexter Franklin             |              |
| 1950 | The Happy Years                  | "Tough" McCarty             |              |
| 1951 | Lightning Strikes Twice          | "String"                    |              |
| 1951 | Criminal Lawyer                  | Bill Webber                 | Sem créditos |
| 1951 | Submarine Command                | Jack Wheelwright            |              |
| 1953 | Destination Gobi                 | Wilbur "Coney" Cohen        |              |
| 1953 | Island in the Sky                | Swanson                     |              |
| 1953 | Sea of Lost Ships                | Senior Cadet Pete Bennett   |              |
| 1954 | Southwest Passage                | Jeb                         |              |
| 1954 | Prisoner of War                  | Merton Tollivar             |              |
| 1954 | Ricochet Romance                 | Dave King                   |              |
| 1955 | Many Rivers to Cross             | Miles Henderson             | Sem créditos |
| 1956 | Tea and Sympathy                 | Al                          |              |
| 1957 | The Iron Sheriff                 | Benjamin "Benjie" Galt      |              |
| 1957 | The Persuader                    | Toby Bonham                 |              |
| 1959 | The Tingler                      | David Morris                |              |
| 1959 | Time Element                     | Ensign Janoski              | Série de tv  |
| 1976 | Network                          | Bill Herron                 |              |
| 1981 | Looker                           | Dr. Jim Belfield            |              |
| 1981 | Sharky's Machine                 | Detetive Smiley             |              |
| 1982 | The Tragedy of King Lear         | Conde de Kent               |              |
| 1986 | GoBots: Battle of the Rock Lords | Marbles / Hornet            | Voz          |

### Curtas-metragens
- Coffins on Wheels (1941) – Billy Phillips
- Heart Burn (1942) – Nephew
- Going to Press (1942) – Frank
- Boogie Woogie (1945) – Junior Stumplefinger